# Boops
Boops és un gènere de peixos de la família dels espàrids. El nom prové de la paraula del grec antic βόωψ, «ull de bou». Va ser descrit per Georges Cuvier el 1814.
Hi ha dues espècies reconegudes:
- Boga o bogarró (Boops boops) (Linnaeus, 1758),[3] endèmic al mediterrani, pescat però poc apreciat per al consum humà.[4]
- Boga estriada (Boops lineatus) (Boulenger, 1892), endèmic del Golf d'Oman